# 日鉄ステンレス
日鉄ステンレス株式会社（にってつステンレス、英文社名 Nippon Steel Stainless Steel Corporation）は、かつて存在した日本のステンレス鋼メーカーである。日本製鉄グループの製鉄事業セグメントにおけるステンレス鋼事業を管轄する。旧新日本製鐵・旧住友金属工業両社のステンレス鋼部門が統合し2003年（平成15年）に設立された新日鐵住金ステンレスが、2019年に親会社・日本製鉄のステンレス部門、同日本製鉄グループの旧日新製鋼のステンレス部門と統合し、現社名に変更。略称は「NSSC」。
2025年4月、日本製鉄への吸収合併により解散した。

## 概要
大手高炉メーカーである日本製鉄 が出資するステンレス鋼メーカーである。2003年に旧新日本製鐵・旧住友金属工業両社のステンレス鋼部門を会社分割（共同新設分割）により統合し、発足した。事業領域は、ステンレス鋼の厚板・薄板・棒鋼・線材の製造および販売である。なお、ステンレス鋼管・形鋼については事業統合されず、親会社の日本製鉄が引き続き製造・販売を行っている。
本社は東京都千代田区丸の内にある鉄鋼ビルディングに入居。2017年4月以前は大手町二丁目にある朝日生命大手町ビルに入居していた。支店は大阪市・名古屋市・福岡市・広島市・新潟市の5か所に配置され、タイのバンコクと中国広州市にも事務所を構える。
製造拠点は以下の5製造所6地区。
- 山口製造所
  - 光地区（山口県光市。旧・新日鐵住金光鋼管工場を継承し、電気炉を保有する。日本製鉄九州製鉄所八幡地区(光チタン)に隣接）
  - 周南地区（山口県周南市。旧・日新製鋼周南製造所）
- 八幡製造所（福岡県北九州市八幡東区。日本製鉄九州製鉄所八幡地区構内)
- 鹿島製造所（茨城県鹿嶋市。日本製鉄東日本製鉄所鹿島地区に隣接）
- 衣浦製造所（愛知県碧南市。旧・日本金属工業衣浦製造所）

その他、日本製鉄東日本製鉄所直江津地区より製品供給を受ける（当社へのOEM供給という位置づけ）。
製造所により製造品が異なり、山口製造所では棒鋼・線材やニッケル系薄板、鹿島製造所ではクロム系薄板、八幡製造所では厚板、衣浦製造所ではステンレス精密圧延品を製造する。その他、日本製鉄東日本製鉄所直江津地区よりステンレス精密圧延品のOEM供給を受ける。また、薄板熱間圧延工程では、日本製鉄九州製鉄所八幡地区の設備も使用。クロム系タンデム圧延薄板 がここで製造されている。

## 沿革
NSSCは、2003年（平成15年）10月1日に発足した。事業統合の目的は、新日鉄・住友金属両社のステンレス事業の構造的な収益体質強化、とされる。
統合にあわせて実施された施策の一つに生産拠点の集約がある。会社発足時点では、八幡・鹿島の両製造所で厚板とタンデム圧延冷延材を、光・鹿島の両製造所でニッケル系・クロム系双方の冷延材を製造していた。この製造体制から、2004年（平成16年）4月より厚板製造を八幡に集約、同年7月よりニッケル系冷延材製造を光に、クロム系冷延材製造を鹿島に、タンデム圧延冷延材を八幡にそれぞれ集約 し、生産性の向上を図った。
また会社発足にあわせて、住友金属が出資する日本ステンレス商事株式会社（現・NSステンレス）と、新日鉄が出資するコイルセンター事業者2社がNSSCの傘下になった。
2019年4月に親会社の新日鐵住金が日本製鉄への商号変更に伴い、日鉄ステンレスに商号変更された。また同時に日新製鋼のステンレス鋼板事業と新日鐵住金の特殊ステンレス事業の一部（ステンレス精密圧延品）を当社が継承した。
2025年4月1日に日本製鉄を存続会社・日鉄ステンレスを消滅会社とする合併（吸収合併）により解散した。合併に際しては日本製鉄の「ステンレス事業部」に再編され、山口製造所は2地区及び九州製鉄所八幡地区光チタン部を統合して日本製鉄山口製鉄所となり、八幡製造所は九州製鉄所八幡地区の、鹿島製造所は東日本製造所鹿島地区のそれぞれ一部門となった。なお、衣浦製造所は合併に先立つ2022年6月末で操業を終了している。

## 関連する企業
- 高砂鐵工株式会社 - ステンレス加工製品メーカー。NSSCが筆頭株主（出資比率 約31%）。
- 日本金属株式会社 - ステンレス加工製品メーカー。NSSCが筆頭株主（出資比率 約13%）。
- 大平洋金属株式会社 - フェロニッケル（ステンレス鋼の原料）メーカー。NSSCが筆頭株主（出資比率 約10%）。
- 株式会社日向製錬所 - 住友金属鉱山グループのフェロニッケルメーカー。NSSCも出資（出資比率 25%）。
- NSステンレス株式会社 - 日鐵商事（現・日鉄物産）と住友商事のステンレス部門を統合したステンレス商社。NSSCも出資（出資比率 28%）。
- 日鉄ステンレス加工株式会社